# Municipio de Flores Costa Cuca
Municipio de Flores Costa Cuca är en kommun i Guatemala.   Den ligger i departementet Departamento de Quetzaltenango, i den sydvästra delen av landet, 150 km väster om huvudstaden Guatemala City. Antalet invånare är 14 000.